# Ередивізі
Ередивізі (нід. Eredivisie МФА: [ˈeːrədiˌvizi] – укр. Почесний дивізіон) — найвища футбольна ліга в Нідерландах, яка заснована 1956 року.

## Назва
У періоді з 1990 по 1999 змагання носили назву  PTT Telecompetitie (укр. ПТТ Телекомпетіці) на честь спонсора PTT Telecom. У 1999 році лігу перейменували на KPN Telecompetitie, а в 2000 на KPN Eredivisie. З 2002 по 2005 рр. ліга називалася Holland Casino Eredivisie (укр. Ередивізі Голландське Казино). У ході сезону 2005—06 спонсором ліги виступила лотерея Sponsorloterij. Проте, за законом її назва не могла бути використана для іменування ліги.

## Формат змагань
Вища ліга складається з 18 команд. Протягом чемпіонату кожна команда грає з іншими по два рази: одна гра вдома інша на виїзді. По завершенню сезону команда з найгіршим результато вибуває до другого рівня чемпіонату (Еерсте Дівізі — Перша ліга). У свою чергу переможець Першої ліги автоматично займає місце команда, яка вибула. Дві передостанні команди проходять через систему плей-оф для того щоб вирішити хто понизиться до Ерстедивізі. Плей-оф грають у двох групах. Кожна група містить одну команду з Ередивізі та по три команди, які найкраще завершили сезон в Ерстедивізі. Кожна команда грає по два матчі: один вдома та один у гостях. Переможці груп грають в Ередивізі, а інші три команди групи вибувають до Ерстедивізі.
Футбольна команда «Аякс» з міста Амстердам має найбільшу кількість перемог в Ередивізі: 33. «ПСВ» з Ейндговена вигравала Ередивізі 24 рази, а роттердамський «Феєнорд» вигравав лігу 15 разів. Саме ці три клуби виграють першість Нідерландів з 1965 року (за винятком  сезонів 1980—81 та 2008-09, коли чемпіоном став алкмарський АЗ, а також сезону 2009-10, коли чемпіоном став «Твенте» з міста Енсхеде).

## Чемпіони Нідерландів
| Клуб                       | Перемог | Переможні сезони |
| -------------------------- | ------- | --- |
| «Аякс» (Амстердам)         | 36      | 1917/18, 1918/19, 1930/31, 1931/32, 1933/34, 1936/37, 1938/39, 1946/47, 1956/57, 1959/60, 1965/66, 1966/67, 1967/68, 1969/70, 1971/72, 1972/73, 1976/77, 1978/79, 1979/80, 1981/82, 1982/83, 1984/85, 1989/90, 1993/94, 1994/95, 1995/96, 1997/98, 2001/02, 2003/04, 2010/11, 2011/12, 2012/13, 2013/14, 2018/19, 2020/21, 2021/22 |
| ПСВ                        | 26      | 1928/29, 1934/35, 1950/51, 1962/63, 1974/75, 1975/76, 1977/78, 1985/86, 1986/87, 1987/88, 1988/89, 1990/91, 1991/92, 1996/97, 1999/2000, 2000/01, 2002/03, 2004/05, 2005/06, 2006/07, 2007/08, 2014/15, 2015/16, 2017/18, 2023/24, 2024/25                                                                                         |
| «Феєнорд» (Роттердам)      | 16      | 1923/24, 1927/28, 1935/36, 1937/38, 1939/40, 1960/61, 1961/62, 1964/65, 1968/69, 1970/71, 1973/74, 1983/84, 1992/93, 1998/99, 2016/17, 2022/23 |
| ГВВ (Гаага)                | 10      | 1890/91, 1895/96, 1899/1900, 1900/01, 1901/02, 1902/03, 1904/05, 1906/07, 1909/10, 1913/14 |
| «Спарта» (Роттердам)       | 6       | 1908/09, 1910/11, 1911/12, 1912/13, 1914/15, 1958/59 |
| РАП (Амстердам)            | 5       | 1891/92, 1893/94, 1896/97, 1897/98, 1898/99 |
| «Гоу Егед Іглз» (Девентер) | 4       | 1916/17, 1921/22, 1929/30, 1932/33 |
| ГБС (Гаага)                | 3       | 1903/04, 1905/06, 1924/25 |
| «Конінклейке ГФК» (Гарлем) | 3       | 1889/90, 1892/93, 1894/95 |
| «Віллем ІІ» (Тілбург)      | 3       | 1915/16, 1951/52, 1954/55 |
| «АДО Ден Гаг» (Гаага)      | 2       | 1941/42, 1942/43 |
| АЗ (Алкмар)                | 2       | 1980/81, 2008/09 |
| «Гераклес» (Алмело)        | 2       | 1926/27, 1940/41 |
| РКГ (Гемстеде)             | 2       | 1922/23, 1952/53 |
| 15 клубів                  | 1       | |

Чемпіонат Нідерландів сезону 2019/20 років у зв'язку з Пандемією COVID-19 24 квітня 2020 року був припинений. Переможця визначено не було, жодна з команд не залишила Ередивізі.

## Українці в Ередивізі
| Гравець            | Клуб              | Сезон   | Ігри | Голи |
| ------------------ | ----------------- | ------- | ---- | ---- |
| Сергій Погодін     | «Рода» (Керкраде) | 1992/93 | 3    | 0    |
| Євген Левченко     | «Вітессе»         | 1996/97 | 2    | 0    |
| Євген Левченко     | «Камбюр»          | 1998/99 | 16   | 2    |
| Євген Левченко     | «Камбюр»          | 1999/00 | 25   | 0    |
| Євген Левченко     | «Вітессе»         | 2001/02 | 2    | 0    |
| Євген Левченко     | «Вітессе»         | 2002/03 | 23   | 1    |
| Євген Левченко     | «Гронінген»       | 2005/06 | 30   | 4    |
| Євген Левченко     | «Гронінген»       | 2006/07 | 33   | 10   |
| Євген Левченко     | «Гронінген»       | 2007/08 | 19   | 2    |
| Євген Левченко     | «Гронінген»       | 2008/09 | 22   | 3    |
| Євген Левченко     | «Віллем ІІ»       | 2010/11 | 19   | 3    |
| Руслан Валєєв      | «Де Графсхап»     | 2000/01 | 27   | 3    |
| Руслан Валєєв      | «Де Графсхап»     | 2001/02 | 32   | 3    |
| Руслан Валєєв      | «Де Графсхап»     | 2002/03 | 18   | 1    |
| Руслан Валєєв      | «Де Графсхап»     | 2004/05 | 18   | 1    |
| Денис Олійник      | «Вітессе»         | 2014/15 | 31   | 3    |
| Денис Олійник      | «Вітессе»         | 2015/16 | 25   | 5    |
| Олександр Яковенко | «АДО Ден Гаг»     | 2014/15 | 11   | 2    |
| Олександр Зінченко | ПСВ               | 2016/17 | 12   | 0    |